# Jan van der Bij
Jan van der Bij (Drachten, 25 september 1991) is een Nederlands roeier, die in de vier zonder stuurman in 2022 zilver behaalde bij de Europese Kampioenschappen in München, en het jaar erop zilver in de acht bij de Wereldkampioenschappen in Belgrado. Bij de Olympische Spelen van 2024 in Parijs behaalde Van der Bij zilver, eveneens met de acht.

## Levensloop
Van der Bij begon met roeien toen hij een vervolgstudie ging volgen in Amsterdam. Tijdens de introductieweek won hij een ergometerwedstrijd, waarmee hij een lidmaatschap verdiende van Skøll.
Tijdens de Europese kampioenschappen van 2020 won Van der Bij goud in de vier zonder stuurman, samen met Nelson Ritsema, Boudewijn Röell en Sander de Graaf. Met diezelfde vier zonder kwalificeerde hij zich voor de Olympische Spelen in Tokio. De Spelen verliepen echter wat teleurstellend met een zesde plaats.
In 2023 maakte Van der Bij deel uit van de acht die brons behaalde op de EK in Bled, en die op de Wereldkampioenschappen in Belgrado zilver wist te winnen.
Bij de Olympische Spelen van 2024 in Parijs behaalde Van der Bij de zilveren medaille in de acht, achter de Britse acht.
Naast actief wedstrijdroeier is Van der Bij ook voorzitter van de Holland Beker Wedstrijd Vereeniging.

## Resultaten

### Olympische Zomerspelen
| Jaar | Plaats | Resultaten           |
| ---- | ------ | -------------------- |
| 2021 | Tokio  | 6e in de vier zonder |
| 2024 | Parijs | in de acht           |

### Wereldkampioenschappen
| Jaar | Plaats     | Resultaten           |
| ---- | ---------- | -------------------- |
| 2019 | Ottensheim | 7e in de vier zonder |
| 2022 | Račice     | 4e in de dubbelvier  |
| 2023 | Belgrado   | in de acht           |

### Europese kampioenschappen
| Jaar | Plaats  | Resultaten            |
| ---- | ------- | --------------------- |
| 2019 | Luzern  | 12e in de vier zonder |
| 2020 | Poznań  | in de vier zonder     |
| 2021 | Varese  | 4e in de vier zonder  |
| 2022 | München | 8e in de dubbelvier   |
| 2023 | Bled    | in de acht            |
| 2025 | Plovdiv | in de acht            |